# Distrito de New Forest
New Forest es un distrito no metropolitano del condado de Hampshire (Inglaterra). Tiene una superficie de 753,21 km². Según el censo de 2001, New Forest estaba habitado por 169 331 personas y su densidad de población era de 224,81 hab/km².